# Střední průmyslová škola informačních technologií Ignáce Gessaya
Střední průmyslová škola informačních technologií Ignáce Gessaya (v slovenštině: Stredná priemyselná škola informačných technológií Ignáca Gessaya) také známá zkratkou SPŠ IT IG) je škola v Tvrdošíně na Slovensku, která vznikla v roce 1961 s původním názvem Střední průmyslová škola elektrotechnická se sídlem nejprve v Nižné nad Oravou a od roku 1968 v nově postavené budově na sídlišti Medvědzí. Škola je pojmenovaná podle Ignáce Gessaya(sk).
Škola je jediná svého druhu v regionu Orava. Strategií školy je inovovat a přizpůsobovat se vědecko-technickému pokroku zaváděním do vyučovacího procesu nová softwarová a hardwarová řešení, digitální technologie a počítačové sítě. To potvrzuje i moderní technologické vybavení mnoha učeben. Podle hodnocení slovenské neziskové organizace INEKO je škola aktuálně nejlepší střední škola v Oravském regionu. S indexem 6,3 se řadí mezi školy s velmi dobrými výsledky žáků za období 2017/18 – 2020/21.

## Historie školy
Kořeny vzniku školy sahají do 60. let:
- 1961 – vznik Střední průmyslové školy elektrotechnické, sídlo v Nižné nad Oravou
- 2022 – přejmenování školy na Střední škola informačních technologií Ignáce Gessaya (původní název byl Spojená škola, Sídl. Medvedzie I.)